# 육군가
〈육군가〉(陸軍歌)는 최달희가 작사하고 김동진이 작곡해 1951년 발표된 대한민국 육군의 군가이다.

## 의미
육군가는 화랑의 핏줄을 이어받은 전사의 후예로서 용감하게 진격하는 정예육군이 잘 묘사된 노래로 정중하면서 경쾌하고 기품이 넘치며, 육군의 용맹스러운 기개가 잘 표현되어있는 육군의 대표 군가이다.
1951년 6 · 25전쟁 중 장병 사기진작 및 전의고취를 위한 군가가창이 활발하던 때에 '육군을 대표하는 군가를 제작하여 부르게 하자'는 의견을 수렴하여 당시 국방부 정훈국 전문위원이었던 최달희의 작사와 대국민 공모를 통해 당선된 종군작가단 김동진의 작곡으로 최근까지 불려오다, 2014년 2월 국격상승, 양성평등 등 시대적 변화를 고려, 가사를 부분 개정하였다.